# Pianotrio nr. 2 (Sinding)
Christian Sinding voltooide zijn Pianotrio nr. 2 in 1902. De enige opname van dit werk werd verzorgd door Naxos, die het een van de smaakvolste werkjes binnen het genre vond. De wereld dacht er anders over; het bleef bij deze ene opname (gegevens 2013). De eerste uitvoering van dit werk vond plaats op 22 november 1902. Hildur Andersen was de pianiste begeleid door het Langes Kvartet (Gustav Lange, Ingebret Haaland (v), Severin Svensen (altviool), Otto Bruschmann (cello)).  Dat strijkkwartet verzorgde die avond ook de eerste uitvoering van het Strijkkwartet in c mineur (1896) van Wilhelm Stenhammar.
Er zijn drie delen in Sindings pianotrio:
1. Allegro con brio
2. Andante
3. Non troppo allegro

Het werk heeft een Nederlands tintje, het is opgedragen aan de heren Coenraad Valentijn Bos, Joseph van Veen en Jacques van Lier, bekend als Das Holländische Trio. De link tussen Bos en Sinding is Julius Röntgen en de Universiteit van de Kunsten. Sinding verbleef vaak in Duitsland.